# Viva la (R)evolucion

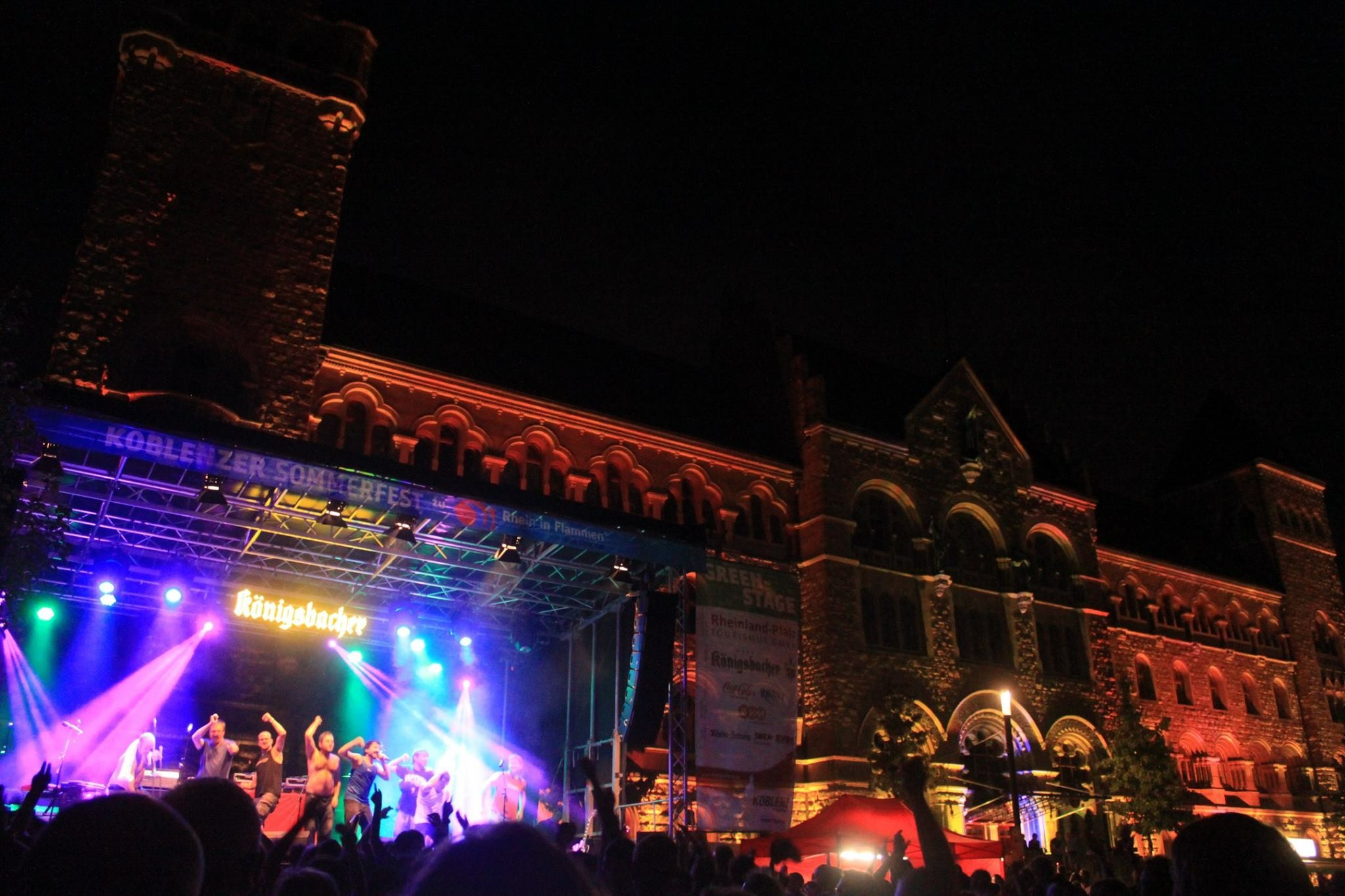

Viva la (R)evolucion war eine Veranstaltungsreihe im Großraum Koblenz, die es sich 2006 zur Aufgabe gemacht hat, neue Musik in die Gegend zu holen. 

## Geschichte
Anfänglich in der Tenne Musikkneipe in Höhr-Grenzhausen veranstaltet, wanderte Viva la (R)evolucion nach deren Schließung zunächst in die „Gass“, ebenfalls in Höhr-Grenzhausen, um schließlich nach Koblenz in den JAM-Club und das SK2 auszuweichen. Die Viva la (R)evolucion ist ebenfalls seit 2014 offizieller Kooperationspartner der Koblenz-Touristik und bucht seither die Green Stage beim Sommerfest zu Rhein in Flammen sowie auf Bedarf auf anderen Veranstaltungen wie dem Schängelmarkt.
Im März 2018 ging die Viva la (R)evolucion in die Firma Pearldiver-Events über. Konzerte werden nur noch in Ausnahmefällen veranstaltet. Der Focus liegt jetzt darauf, Künstler für Veranstaltungen zu vermitteln.
Januar 2020 wurde Pearldiver-Events geschlossen.
Aufgrund der Corona-Pandemie wurde, zur Unterstützung der Koblenzer Liveclubszen, das Benefizprojekt "Koblenz Calling" und das Plattenlabel "Trüffelschwein-Records" ins Leben gerufen.
Hierbei werden per Crowdfunding Gelder zur Produktion einer Benefizschallplatte gesammelt. Es werden 1/3 der zu pressenden Schallplatten per Crowdfunding verkauft, die Besteller werden auf dem Cover genannt. Die restlichen 2/3 werden gratis an fünf Koblenzer Clubs verschenkt, die diese verkaufen und die Einnahmen behalten. Seit Vol. 2 wird das Cover lokalen bildenden Künstlern zur Verfügung gestellt.
Bisher erschienen:
- Koblenz Calling Vol. 1 (Alternative)
- Koblenz Calling Vol. 2 (Indiepop)
- Koblenz Calling Vol. 3 (Electro)
- Koblenz Calling Vol. 4 (Metal)

## Bisherige Künstler

### In der Tenne Musikkneipe
- La Papa Verde (Köln) -
- Chupacabras (Köln) -
- Clan Destino feat. Doc Dondo (Köln) -
- Big Mama (Frankreich) -
- Che Sudaka (Argentinien / Barcelona) 2× -
- Un Kuartito (Argentinien) 2× -
- Stoy Ketrino (Barcelona) 2× -
- Santo Barrio (Chile) 2× -
- Les Cameleons (Frankreich) 3× -
- Kiemsa (Frankreich) 2× -
- 10 Rue dla Madeleine (Frankreich) -
- Argies (Argentinien) -
- Los Kung-Fu Monkeys (Mexico) -
- Vantroi (Mexico) -
- Royal Spleen (Frankreich) -
- Les Grosses Papilles (Frankreich) -
- Undergang (Frankreich) -
- Schlagsaite (Köln) -
- Analogue Birds (Köln) -
- Mr Shirazy (Persien) -
- Dead Sexy Inc (Frankreich) 2× -
- Pravda (Frankreich) -
- Paul DiAnno (England) -
- Pandoras Bliss (Belgien) -
- Buenas Ondas (Belgien) -
- Dark Shadows (Australien) -
- Stalingrad Cowgirls (Finnland) -
- Potentia Animi (Berlin) -
- Abuela Coca (Uruguay) -
- No te va Gustar (Uruguay) 2× -

### In der Gass
- Kiemsa (Frankreich) 2× -
- Royal Spleen (Frankreich) -
- Isetta Drive
- Les Crevettes

### Ich bin ein Berliner Festival
Ableger des monatlich im Berliner SO36 stattfindenden Festivals mit:
- Jasmin Gate (Argentinien) -
- Rummelsnuff (Berlin) -
- Platzblanche (Frankreich) -
- Jemek Jemovit (Polen) -
- DJ Emanuelle5 (Frankreich) -
- DJ David Maas (Frankreich) -

### Jam-Club Koblenz
- Pandoras Bliss (Belgien) -
- Undergang (Frankreich) -
- Doctor Krápula (Kolumbien) -

### Circus Maximus Koblenz
- Klopberbande
- Nichts (Düsseldorf)

### SK2 Koblenz
- Red Ska (Italien)
- Dopler (Frankreich)
- Die Morg (Frankreich)
- Undergang (Frankreich)
- Les Crevettes

### Schängelmarkt Koblenz 2014 – Bühne am Plan
- Planeta Lem (Barcelona) -
- Nastja & the Orlows (Köln) -
- Bac y la Banda (Hessen) -

### Sommerfest Rhein in Flammen Green Stage (am Pegelhaus)

#### 2014
- Doctor Krapula (Kolumbien) -
- Skannibal Schmitt (Frankreich) -
- Outernational (USA) -
- Lamuzguele (Frankreich) -
- Mr. Shirazy (Persien) -
- Niasony (Kongo) -
- Schlagsaite (Köln) -
- Moderation und Soundsystem: Rude Hifi (Italien) -

#### 2015
- Los de Abajo (Mexico) -
- Esne Beltza (Basque) -
- Rude & the Lickshots (Italien) -
- Ma Valise (Frankreich) -
- Pungle Lions (Frankreich) -
- JMK (Frankreich) -
- Provinztheater (Niederrhein) -
- Moderation und Soundsystem: Rude Hifi (Italien) -

#### 2016
- Jaqee (Uganda)
- Mala Vita (Niederlande)
- Illbilly Hitec (Berlin)
- Espana Circo Este (Argentinien)
- Vika goes wild (Ukraine)
- Mateolika (Barcelona)
- Acoustic Passion (Koblenz)
- Moderation und Soundsystem: Rude Hifi (italien)

#### 2017
- Dub Pistols (England)
- M. Walking on the Water (Krefeld)
- Sidi Wacho (Frankreich)
- Manos de Filippi (Argentinien)
- Mama Afr!ka (Italien)
- Mateolika (Barcelona)
- The Limpets (England)
- Moderation und Soundsystem: Rude Hifi (Italien)

## Belege
1. ↑  Musiker für Clubbetreiber. Video vom 7. Dezember 2020, SWR Aktuell Rheinland-Pfalz.